# Stauralia
Stauralia is een geslacht van wantsen uit de familie van de Acanthosomatidae (Kielwantsen). Het geslacht werd voor het eerst wetenschappelijk beschreven door Dallas in 1851.

## Soorten
Het genus bevat de volgende soorten:

- Stauralia chloracantha Dallas, 1851
- Stauralia compuncta Bergroth, 1895